# Parasmittina ornata
Parasmittina ornata is een mosdiertjessoort uit de familie van de Smittinidae. De wetenschappelijke naam van de soort is voor het eerst geldig gepubliceerd in 1912 door Thornely.